# Oliver Magnum
Oliver Magnum war eine US-amerikanische Metal-Band aus Enid, Oklahoma, die im Jahr 1983 gegründet wurde und sich 1997 wieder auflöste.

## Geschichte
Die Band wurde im Jahr 1983 von Bassist Dan Kurtz und Schlagzeuger Curt Daugherty gegründet. Kurze Zeit später kam Gitarrist Monte Humphrey hinzu. In ihrem ersten Jahr spielte die Band nur instrumentale Coverversionen von Judas Priest, Iron Maiden und Saxon, ehe Sänger Mark Mueller zur Band stieß. Es folgten die ersten Auftritte und das Demo 01986. Der Tonträger wurde nach dem Aufnahmejahr des Demos benannt und wurde durch den Sieg bei einem Battle of the Bands in Tulsa finanziert, wobei die Erstauflage des Demos auf 500 Stück begrenzt war. Nachdem all diese ausverkauft waren, wurden in den folgenden zwei Jahren etwa 2000 weitere Exemplare abgesetzt. Das Lied Old World Nites war außerdem auf der Kompilation Metal Massacre IX enthalten. Im Jahr 1989 schloss sich das selbstbetitelte Debütalbum über New Renaissance Records an, worauf James Randel als neuer Sänger zu hören war. Randel sollte schon bald durch Jimmy King ersetzt werden, ehe im Jahr 1991 der ursprüngliche Sänger Mark Mueller wieder zur Band zurückkehrte. Nach mehreren Jahren des Überlebenskampfes inklusive eigener Auftrittsorganisation mitsamt Werbung sowie Equipment-Notverkäufen und ein paar weiteren wenig beachteten Demo-Veröffentlichungen löste sich die Band im Jahr 1997 auf.

## Stil
Die Band spielte schnellen Heavy- und Power-Metal, vergleichbar mit den Werken von Helstar und Agent Steel. Charakteristisch sind vor allem die komplexen Gitarrenriffs und der anspruchsvolle Gesang.

## Diskografie
- 1986: 01986 (Demo, Eigenveröffentlichung)
- 1989: Oliver Magnum (Album, New Renaissance Records)
- 1992: Drive By (Demo, Eigenveröffentlichung)
- 1992: Demo 1992 (Demo, Eigenveröffentlichung)
- 1993: Troubled Life (Demo, Eigenveröffentlichung)
- 1993: Necessary Evil (Split mit Foul Play, Bright Green Records)
- 1993: Wrath of Deathrash (Split mit Judgement Day, Excidium und Deceiver, Wrath Records)